# Piero Tosi
Piero Tosi (Sesto Fiorentino, Itàlia 1927 - Roma 2019) fou un dissenyador de vestuari italià, col·laborador habitual de Luchino Visconti.

## Biografia
Va néixer el 10 d'abril de 1927 a la ciutat de Sesto Fiorentino, població situada a la Toscana, que en aquells moments formava part del Regne d'Itàlia i avui dia de la República italiana.
Va morir el 10 d'agost de 2019 a la seva residència de Roma.

## Carrera artística
Va iniciar la seva carrera cinematogràfica de la mà de Luchino Visconti, amb el qual realitzà Bellíssima (1951), Senso (1954), Le notti bianche (1957), Rocco e i suoi fratelli (1960), Il gattopardo (1963), La caduta degli dei (1969), Morte a Venezia (1971), Ludwig (1973) i L'innocent (1976). També col·laborà amb autors com Mauro Bolognini a El bell Antonio (1960), La viaccia (1961), Metello (1970) o La storia vera della signora dalle camelie (1981); Vittorio de Sica a Ahir, avui i demà (1963); Pier Paolo Pasolini a Medea (1969); o Liliana Cavani a Il portiere di notte (1974) o La pell (1981).

## Premis i nominacions

### Premis Oscar
| Any  | Categoria       | Pel·lícula                              | Resultat  |
| ---- | --------------- | --------------------------------------- | --------- |
| 1963 | Millor vestuari | Il gattopardo                           | Nominat   |
| 1971 | Millor vestuari | Morte a Venezia                         | Nominat   |
| 1973 | Millor vestuari | Ludwig                                  | Nominat   |
| 1979 | Millor vestuari | Casa de boges juntament amb Ambra Danon | Nominat   |
| 1982 | Millor vestuari | La Traviata                             | Nominat   |
| 1993 | Premi Honorífic | Premi Honorífic                         | Guanyador |

### Premis BAFTA
| Any  | Categoria       | Pel·lícula      | Resultat  |
| ---- | --------------- | --------------- | --------- |
| 1972 | Millor vestuari | Morte a Venezia | Guanyador |
| 1984 | Millor vestuari | La Traviata     | Guanyador |